# Ofloxacino
El ofloxacino es un antibiótico sintético del grupo de las quinolonas, efectiva en contra de un gran número de bacterias Gram positivas y Gram negativas, por lo que se considera un antibiótico de amplio espectro. Un enantiómero del ofloxacino, el levofloxacino es dos veces más potente y tiene una actividad superior en contra de organismos Gram positivos, incluyendo el neumococo.

## Indicaciones
El ofloxacino se indica para el tratamiento ciertas infecciones causadas por bacterias, como la neumonía; la bronquitis; las enfermedades venéreas y las infecciones de la próstata, la piel y las vías urinarias, incluyendo las causadas por microorganismos con resistencia a varios antibióticos, como la Pseudomonas. El ofloxacino también se indica en diarreas causadas por Shigella, Salmonella, Escherichia coli, o Campylobacter.
El ofloxacino viene en una preparación ótica que es usada para tratar infecciones en el oído tanto en adultos como en niños, las infecciones crónicas del oído medio en adultos y niños con perforación del tímpano e infecciones repentinas del oído medio en niños.
Las quinolonas de cuarta generación como el moxifloxacino y gatifloxacino, presentan una eficacia antimicrobiana mayor que el ofloxacino y el ciprofloxacino en contra de los organismos frecuentemente aislados en pacientes con infecciones de córnea y conjuntiva.

## Efectos adversos
La ingesta de ofloxacino puede causar malestar estomacal, dolor de cabeza y mareos y si es alérgico a las quinolonas, puede que aparezcan sarpullidos o irritaciones en la cara y dificultad para respirar. Como todas las quinolonas, existe la posibilidad de que el norfloxacino cause dolor, inflamación o ruptura de tendones. No se debe administrar el norfloxacino ni ninguna quinolona durante el embarazo o si se sospecha su existencia.

## Mecanismo de acción
Al igual que otras quinolonas, actúa al inhibir la enzima ADN girasa, encargada del empaque y desempaque del ADN durante la replicación genética de la bacteria.